# Étienne Maurice Gérard
Étienne Maurice Gérard, první hrabě Gérard (4. dubna 1773 Damvillers – 17. dubna 1852 Paříž) byl francouzský voják a politik, od července do listopadu 1834 premiér Francie. Získal nejvyšší vojenskou hodnost maršála. Jako velitel sehrál významnou roli zejména v napoleonských válkách. Jeho vojenská prestiž mu zajistila významné postavení ve všech francouzských režimech, jichž se dožil.

## Život
Narodil se jako syn královského hofmistra v Lotrinsku. V roce 1791 vstoupil do praporu dobrovolníků a sloužil v revolučních válkách, pod generály Charlesem-Françoisem Dumouriezem a Jeanem-Baptistem Jourdanem. Bojoval v bitvě u Fleurus a byl při dobytí Charleroi a Aldenhovenu. V roce 1795 sloužil Jeanu-Baptistovi Bernadottovi (budoucímu švédskému králi Karlu XIV.) jako pobočník a stali se blízkými přáteli. Gérard poté následoval Bernadotta do Itálie, kde poprvé sloužil pod Napoleonovým velením a byl povýšen na kapitána za své akce u Valvasone. V roce 1799 bojoval ve Švýcarsku pod velením André Massény a v roce 1800 byl povýšen na plukovníka.
Velmi se vyznamenal v bitvě u Slavkova roku 1805, kde zaútočil v čele francouzské eskadry proti ruské císařské gardě. Během války proti Prusku v roce 1806 bojoval u Schleizu, Halle, Lübecku a v listopadu 1806 byl jmenován brigádním generálem. Gérardovi bylo svěřeno velení brigády VII. sboru, který se počátkem roku 1807 střetl s Rusy a Prusy u Mohrungenu a poté v bitvě u Jílového. Měsíc po bitvě u Jílového byl převelen k 2. brigádě I. sboru, která se zúčastnila bojů u Guttstadt-Deppen. Když vypukla válka páté koalice, Gérardovi bylo svěřeno velení saské kavalerie v Bernadottově IX. sboru. Za své statečné chování v bitvě u Wagramu byl jmenován baronem.
Ve španělském tažení v letech 1810 a 1811 se vyznamenal v bitvě u Fuentes de Oñoro. Na výpravě do Ruska bojoval v bitvě u Smolenska a v bitvě u Valutina. Za statečný postup v bitvě u Borodina byl jmenován divizním generálem. Další vyznamenání získal při ústupu od Moskvy, kde bojoval u Malojaroslavce, Krasného a se zadním vojem na Berezině a u Kowna.
Ve válce šesté koalice se jako velitel divize zúčastnil bitvy u Lützenu a bitvy u Budyšína. V těchto bojích několikrát ignoroval rozkaz k ústupu a nečekaným výpadem dobyl ztracené pozice. Tím si získal mimořádnou prestiž. Napoleon ho za to jmenoval hrabětem. V bitvě u Lipska velel XI. sboru a byl těžce raněn. Při tažení v severovýchodní Francii (1814) se projevil jako jeden z nejschopnějších a nejenergičtějších Napoleonových podřízených. Připravoval obranu Phalsbourg, poté převzal velení divize II. sboru, která bojovala u Brienne a poté u La Rothière, kde Gérard prokázal vynikající obranné schopnosti tím, že odrazil řadu útoků početně silnějších koaličních sil na francouzském pravém křídle. Ještě větší věhlas získal u Mormantu a Montereau, kde převzal velení II. sboru od maršála Viktora-Perrina. V závěru napoleonských válek zvítězil na mostě u Guillotière, dostal se do středu dění v šarvátce u Vendéuvru a bojoval se svým sborem u Saint-Dizier.
Po první bourbonské restauraci byl králem Ludvíkem XVIII. dekorován velkokřížem Čestné legie a řádem svatého Ludvíka.
Během Sta dnů Napoleon jmenoval Gérarda pairem a pověřil ho velením IV. sboru severní armády. V této funkci se Gérard osvědčil v bitvě u Ligny a ráno 18. června naléhal na maršála Grouchyho, aby pochodoval na pomoc císaři u Waterloo. Nebyl vyslyšen, sám se ještě zúčastnil bitvy u Wavre.
Po pádu Napoleona se Gérard uchýlil do Bruselu. Do Francie se vrátil až v roce 1817, nijak ale postižen nebyl. V letech 1822–1824 zasedal jako člen sněmovny, znovu byl zvolen v roce 1827. Zastával opoziční, ale většinou umírněná stanoviska. Aktivně se zúčastnil červencové revoluce v roce 1830, po které byl jmenován ministrem války a maršálem. Na svůj úřad rezignoval v říjnu následujícího roku ze zdravotních důvodů.
V roce 1831 převzal velení Severní armády a podařilo se mu donutit nizozemskou armádu k ústupu z Belgie (viz belgická revoluce). V roce 1832 velel armádě při obléhání citadely v Antverpách. Gérard byl vděčnými Belgičany oceněn zvláštním ceremoniálním mečem.
V červenci 1834 byl znovu zvolen ministrem války a sloužil zároveň jako předseda vlády. V říjnu následujícího roku rezignoval. V roce 1836 byl jmenován velkým kancléřem Čestné legie a v roce 1838 velitelem národní gardy departementu Seina, kterým byl až do roku 1842. Za druhého císařství, v roce 1852, byl jmenován senátorem (ještě před formálním založením Senátu). Zemřel ve stejném roce ve věku 79 let.
Spisovatelka Rosemonde Gérardová byla jeho vnučkou.